# Jalovec, Liptovský Mikuláš
Jalovec este o comună slovacă, aflată în districtul Liptovský Mikuláš din regiunea Žilina, pe malul râului Jalovčanka⁠(d). Localitatea se află la altitudinea de 692 m deasupra n.m., se întinde pe o suprafață de 20,18 km2 și în 2017 număra 294 de locuitori.

## Istoric
Localitatea Jalovec este atestată documentar din 1391.

## Demografie
| An:                | 1994 | 2004    | 2014   | 2024   |
| ------------------ | ---- | ------- | ------ | ------ |
| Număr de persoane: | 260  | 320     | 294    | 318    |
| Diferență:         |      | +23,07% | −8,12% | +8,16% |

| An:                | 2023 | 2024   |
| ------------------ | ---- | ------ |
| Număr de persoane: | 308  | 318    |
| Diferență:         |      | +3,24% |